# Tomi Okawa
Tomi Ōkawa född den 26 februari 1933 i prefekturen Ibaraki
är en japansk före detta bordtennisspelare och världsmästare i singel och lag. 
När hon vann mot Kiiko Watanabe i VM-finalen 1956 blev hon den första japanskan och asiatiskan som vann singeltiteln i bordtennis-VM.
1959 vann hon singeltiteln i de Japanska mästerskapen.
Under sin karriär tog hon 5 medaljer i bordtennis-VM, 3 guld och 2 brons.

## Meriter
- Bordtennis VM
  - 1956 i Tokyo
    - 1:a plats singel
    - 3:e plats dubbel (med Yoshiko Tanaka)
    - kvartsfinal mixed dubbel
    - 3:e plats med det japanska laget

  - 1957 i Stockholm
    - kvartsfinal singel
    - kvartsfinal dubbel
    - 1:a plats med det japanska laget

  - 1961 i Peking
    - 1:a plats med det japanska laget

- Asian Championship TTFA
  - 1953 i Tokyo
    - kvartsfinal dubbel

- Asian Games
  - 1958 i Tokyo
    - 3:e plats mixed dubbel
    - 1:a plats med det japanska laget

- Öppna engelska mästerskapen
  - 1957 – 1:a plats dubbel (med Taeko Namba)